# Lunaire (saint)
Pour les articles homonymes, voir Lunaire (homonymie) et Saint-Lunaire.
Saint Lunaire ou Leonor (vers 509 - vers 560-580) est un saint catholique armoricain (Bretagne). Il a parfois également été appelé Launeuc ou Lormel, voire remplacé dans un certain nombre de lieux par Léonard, saint plus « romain » qui ne fut ni évêque ni abbé. Son culte, sous ces diverses appellations, s’étend de la pointe occidentale de l’Armorique à la Marche de Bretagne, voire à l’Avranchin.

## Toponymie
- Saint-Lunaire est un village balnéaire de Bretagne-nord, à côté de Dinard et de Saint-Malo, en Ille-et-Vilaine.
- St. Lunaire-Griquet est un village de Terre-Neuve
- L'ancienne église Saint-Léonor de Larret lui est probablement aussi dédiée[1].

## Hagiographie
Frère de Tugdual de Tréguier, et parfois considéré comme le fils de Beteloc ou Eloc, ce qui amène à considérer ce dernier comme étant Hoël Ier (ou Haeloc), époux de Pompaïa. Né en 509, il aurait lui aussi bénéficié de l’enseignement d’Ildut, et aurait été proche de Dubrice.
Vers 535-540, quittant le Glamorgan pour l’Armorique, comme son frère Tugdual, il aurait navigué avec soixante-douze compagnons, et aurait dû trancher de son épée le brouillard intense qui avait entraîné l’égarement des trois hommes – « un à l’avant, un au milieu, un à l’arrière » -  chargés de conduire les embarcations. Cette présence de l’épée dans le récit souligne le caractère princier de Leonor, chef temporel tout autant que chef spirituel. Les marins le prient pour échapper aux risques engendrés par la brume.
Leonor est-il passé comme Tugdual de Tréguier par le Pays d’Ac'h et le Léon ? À Porspoder une chapelle lui est dédiée. Les récits le concernant le font débarquer avec sa communauté à la Pointe du Décollé, non loin de l’estuaire de la Rance. Déçu par l’aspect inhospitalier des terres broussailleuses qu’il découvre, Leonor se voit rassuré par le passage d’un oiseau tenant un épi de blé dans son bec. En le suivant, le moine parvient jusqu’à un champ de froment. Entreprenant le défrichage de la forêt et des taillis environnants, les religieux sont miraculeusement aidés d’une part par douze grands cerfs qui viennent tirer les charrues, d’autre part par un grand vent qui éloigne vers la mer les monceaux de branchages qu’ils avaient arrachés et dont ils ne savaient plus que faire. L’ensemencement des terrains fut alors possible avec la récolte du premier champ, permettant l’installation d’une population plus large que la seule communauté religieuse.
Dans l’un des premiers sillons tracés était apparu un bélier en or. Leonor ira le remettre à Childebert, lui demandant en échange de garantir le domaine sur lequel il résidait avec ses compagnons. « L’or n’est pas fait pour les moines » affirma-t-il. La « Vita » de Leonor évoque « le roi Childebert qui régnait en ce temps-là à la fois en France et en Bretagne ». Il propose à Leonor de monter sur le point le plus élevé de ce territoire et d’agiter une cloche : « aussi loin qu’on l’entendra », affirme-t-il, « cette terre sera la tienne ».
C’est encore auprès de Childebert que Leonor dut chercher de l’aide contre Conomore qui voulait s’emparer de cette possession. Il soutint aussi les démarches de Tugdual à la cour franque pour protéger leur neveu Judual, victime de la jalousie du même Conomore.
Consacré très jeune évêque par Dubrice de Llandaf, il n’est pas exclu que Leonor ait occupé le siège épiscopal d’Alet avant Malo, pourtant donné comme premier titulaire du siège.
Leonor a fondé le monastère de Pontual, nom qui rappelle celui de son frère Tugdual de Tréguier, au lieu qui se nomme désormais Saint-Lunaire. Pontual pourrait désigner un lieu où Tugdual de Tréguier aurait fait construire un pont sur la rivière Crévelin. Un pont apparaît sur les armes de la commune de Saint-Lunaire. Il existe toujours un Bois de Ponthual près de cette paroisse.
Lors de l’assassinat de son frère Hoël II, Leonor aurait choisi de  demeurer dans sa communauté plutôt que d’accéder aux pouvoirs temporel et militaire. Il mourut vers 560, ou 580, et fut inhumé dans son abbaye. La vieille église de Saint-Lunaire contient son « tombeau ». En fait les reliques qui étaient revenues de la région parisienne ont disparu lors de la Révolution, et ce tombeau est construit à partir d’un sarcophage gallo-romain sur lequel a été déposée une dalle portant un gisant censé représenter Leonor. Le périple de ses reliques au Xe siècle vers Paris et Beaumont-sur-Oise — où il y a eu un prieuré Saint-Léonor — explique qu’il est encore honoré à Senlis.